# 马雷克·贝尔卡
马雷克·马里安·贝尔卡（波蘭語：Marek Marian Belka，1952年1月9日—），波兰政治家，经济学教授，波兰政府总理（2004年5月2日—2005年10月31日）。
| 前任： 莱舍克·米莱尔 | 波兰总理 2004年-2005年 | 繼任： 卡齐米日·马尔钦凯维奇 |